# Mateusz Szerszeń
Mateusz Szerszeń (ur. 8 września 1987 r. w Tarnobrzegu) – polski duchowny rzymskokatolicki, członek Zgromadzenia Św. Michała Archanioła, kierownik duchowy, pisarz, rekolekcjonista i publicysta, redaktor naczelny dwumiesięcznika o aniołach i życiu duchowym Któż jak Bóg i anglojęzycznego czasopisma The Angels. Messengers from a Loving God.

## Życiorys
Pochodzi z rodziny kresowej, która została przesiedlona z Milna na Podolu do Trzebieży w województwie zachodniopomorskim w 1945 roku.
Urodził się w Tarnobrzegu i uczęszczał do Liceum Ogólnokształcącego im. Komisji Edukacji Narodowej w Stalowej Woli. Wstąpił do zgromadzenia księży michalitów w 2006 roku, a nowicjat odbył w Pawlikowicach. Ukończył studia teologiczne na Uniwersytecie Papieskim Jana Pawła II w Krakowie i w Instytucie Teologicznym Księży Misjonarzy, a święcenia kapłańskie przyjął 24 maja 2014 roku w parafii bł. Anieli Salawy w Krakowie.
Po święceniach pracował w kilku parafiach na terenie London w kanadyjskiej prowincji Ontario. Od 2016 roku pełnił funkcję spowiednika w sanktuarium świętego Michała Archanioła w Monte Sant’Angelo we Włoszech, a następnie został duszpasterzem Parafii Matki Bożej Królowej Aniołów w Warszawie.
Angażuje się w działalność publicystyczną i kierownictwo duchowe. Prowadzi rekolekcje dotyczące tematyki anielskiej i duchowości ojca Dolindo oraz współorganizuje sesje duchowo-psychologiczne w Miejscu Piastowym. W 2022 roku został mianowany kapelanem wspólnoty „Krzyż i Miecz”, która zrzesza oficerów Wojska Polskiego i ich rodziny. Od 2020 roku jest redaktorem dwumiesięcznika Któż jak Bóg i od 2023 roku pełnił funkcję zastępcy redaktora naczelnego. W 2024 roku objął funkcję redaktora naczelnego. Publikuje również dla portalu Aleteia i Naszego Dziennika. Współpracuje z Wydawnictwem Michalineum oraz Towarzystwem Powściągliwość i Praca. Prowadzi bloga poruszającego tematykę duchową i aktualności religijne. Jest członkiem Katolickiego Stowarzyszenia Dziennikarzy. Zamieszkuje Warszawę. Posługuje się biegle językiem angielskim i włoskim.

## Publikacje
- Rozważania Drogi Krzyżowej, Wydawnictwo Michalineum, Warszawa 2021[15]
- Rozważania majowe, Wydawnictwo Michalineum, Warszawa 2021[15]
- Rozważania czerwcowe, Wydawnictwo Michalineum, Warszawa 2021[16]
- Rozważania różańcowe, Wydawnictwo Michalineum, Warszawa 2021[15]
- Niesamowite Opowieści. Historie Biblijne, Wydawnictwo Michalineum, Warszawa 2022[15]
- Ogień Słowa. Historie Biblijne, Wydawnictwo Michalineum, Warszawa 2023[15]
- Niebiański modlitewnik, Towarzystwo Powściągliwość i Praca, Warszawa 2022[15]
- Wielkie Zawierzenie Świętemu Michałowi Archaniołowi, Towarzystwo Powściągliwość i Praca, Warszawa 2023[15]
- Minuta Mądrości. Refleksje o życiu i wierze, Wydawnictwo Michalineum, Warszawa 2023[15]
- The Special Entrustment to St Michael the Archangel, Towarzystwo Powściągliwość i Praca, Marki 2023[17]
- Anielskie Tajemnice, Towarzystwo Powściągliwość i Praca, Warszawa 2024[18]
- Poradnik duchowy. Praktyczny przewodnik po sztuce kierownictwa duchowego, Wydawnictwo Michalineum, Warszawa 2024[19]
- Post św. Michała Archanioła, Towarzystwo Powściągliwość i Praca, Warszawa 2024[20]
- Królowa Aniołów, Towarzystwo Powściągliwość i Praca, Warszawa 2025[21]
- Sekrety Serca, Towarzystwo Powściągliwość i Praca, Warszawa 2025[22]